# Пачука-де-Сото

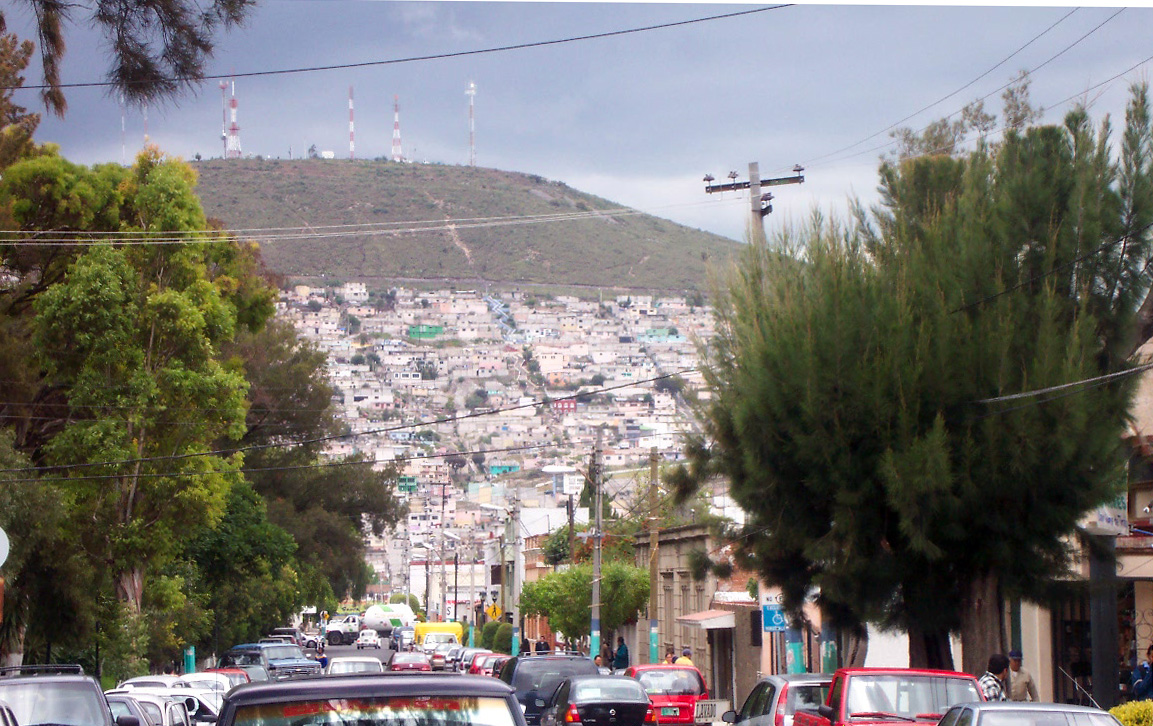
Пачука-де-Сото — панорама.

Пачука-де-Сото ( ацт. Pachyohcān Soto; отомі Njünthe; ісп. Pachuca de Soto) — місто у Мексиці, у складі штату Ідальго. Населення 267 751 жителів.

## Походження назви
Походження назви Пачука не до кінця зрозуміле, і є різні тлумачення цього слова. Можливо, назва міста походить від слова pachoa, що значить «протоку» або «відкритість», «Pachoacan» означає «місце уряду» або «місце срібла і золота», а «patlachuican» означає «місце заводів або сліз». Офіційна назва міста Пачука-де-Сото на честь конгресмена Мануеля Фернандо де Сото (Manuel Fernando de Soto), який дав згоду на створення штату.

## Історія
Свідоцтва найбільш раннього перебування людини у районі Пачука були знайдені у Серро-де-лас-Навахас і Сакультіане, у Сьєрра-де-Пачука. Тут були примітивні шахти з видобутку зеленого обсидіану, знайдені також наконечники стріл, кам'яні знаряддя праці та рештки мамонта. Датуються ці знахідки 12 000 до н. е. Приблизно 2000 року до н. е. кочовий спосіб життя тут поступово змінюється на осілий. Тут були побудовані села, а їх жителі стали займатися сільським господарством. Пізні артефакти, що датуються між 200–850 н. е. показали вплив Теотіуакана. Розвиток цієї області у місто, однак, відставало від інших місць, типу Тула, Тулансінго і Атотонілько Ель Гранде, але знайдені тут археологічні ділянки тут були на торгових шляхах між найбільшими містами.
Після ери Теотіуакана тут простежується вплив чичимеків зі своєю столицею у Сальтокане (Xaltocan), які називали область навколо Пачука Нхунте. Чичимеків вигнали з тутешніх місць отомі. Ці завоювання з'єдналися у зону названу Cuautlalpan, частиною якої була і Пачука. Між 1174 і 1181 роками були побудовані укріплення навколо Пачуки. Згодом між 1427 і 1430 ці володіння були перейшли до володіння ацтекського потрійного альянсу племен. У Пачука була встановлена столиця, після відходу з Теночтітлана.
Іспанці прибули сюди у 1528 році, убивши місцевого ацтекського намісника Ішкоатля. Кредит довіри на завоювання Пачуки було дано Франсіско Тельес (Francisco Téllez) — артилеристові, який прибув до Мексики з Ернаном Кортесом (Hernán Cortés) у 1519 році. Він і Гонсало Родрігес (Gonzalo Rodriguez), були першими іспанцями у цей місцевості. Вони будували два феодальних володіння та назвавши область Real de Minas de Pachuca. На початку колоніальної ери тут почали будуватися шахти з видобутку срібла, золота та інших корисних копалин. У 1560 населення селища потроїлася і досягла 2000 жителів. У XVIII виробництво продуктів гірничої промисловості впало, проте, було відроджено першим графом Регли — Педро Ромеро де Терреросом (Pedro Romero de Terreros), який відкрив нові золотоносні жили, в основному поблизу Реаль дель Монте.
Протягом Мексиканської війни за Незалежність, місто було взято повстанцями на чолі з М. Серрано (Miguel Serrano) і В. Берістайном (Vicente Beristain de Souza) у 1812 році, які прогнали шахтовласників, лояльних іспанському уряду. Війна призвела до політичного і економічного хаосу у місті. Незабаром положення стабілізувалось. З розвитком гірничодобувної промисловості населення неухильно зростало, завдяки цьому Пачука іспанський уряд у 1813 році дарував статус міста. Третій граф Регли запросив перших корнуельських шахтарів, а також увів нову технологію видобутку у 1824 році. В остаточному підсумку корнуельські компанії домінували у гірничодобувній промисловості міста і околиць аж до 1848, коли мексикано-американська війна змусила їх розпродати шахти мексиканської компанії під назвою «Макінтош, Ескондон, Бейстегі і Джон Рьюл» (Mackintosh, Escondón, Beistegui and John Rule). Гірська видобуток поновилася в 1850.

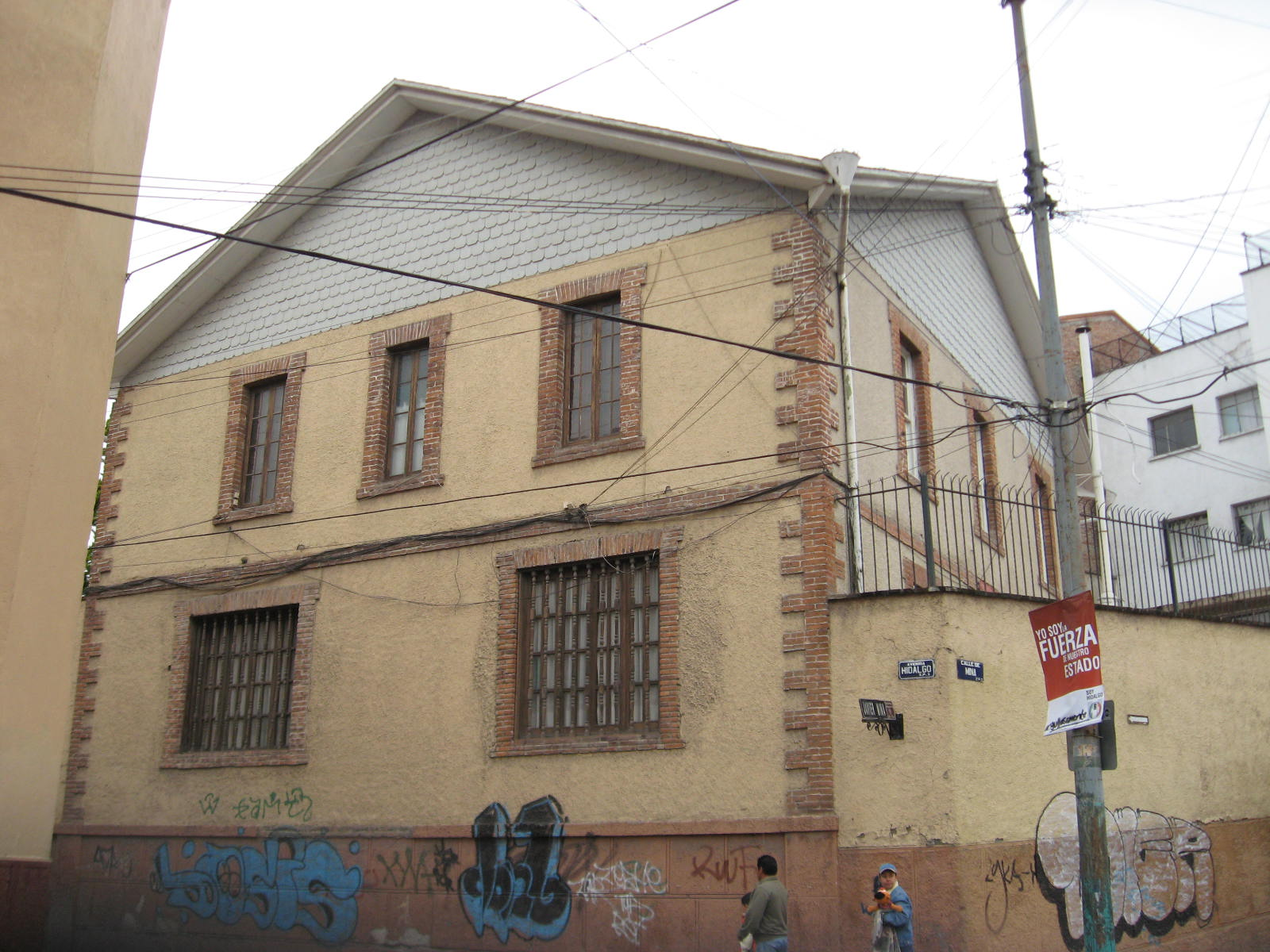
Будинок в англійському стилі в центрі Пачука

У 1869, після створення штату, Пачука став його столицею. Видобуток знову припинилася під час Мексиканської революції на початку XX століття. Місто спочатку було завойовано військами лояльними Ф. І. Мадеро (Francisco I. Madero) у 1911 році. У 1915 до міста увійшов генерал Р. Мартінес (Roberto Martinez y Martinez), який воював на боці П. Вільї (Pancho Villa). Обидва вторгнення були наслідком економічної важливості Пачука. Сюди прибули американські інвестори, які відродили гірський видобуток. З 1906 по 1947 домінуючі позиції в економіці міста займали американські компанії з видобутку, очищення та плавці сировини. Пік розвитку промисловості припав на 1930-і роки. Однак, через політичну нестійкість, трудові суперечки і низькі світові цін на срібло, до 1947 гірська промисловість тут стала занадто дорогою. У 1965 вищевказана компанія продала свої активи мексиканському уряду. Занепад гірської промисловості у середині XX століття завдав удару і по місту. Однак федеральний уряд і керівництво штату та міста зробили ряд довгострокових заходів по реструктуризації економіки міста. Було відкрито ряд вишів, які готували фахівців у різних галузях економіки, таких, як юриспруденція, інженерінг, бізнес і медицина. Відкривалися нові фабрики і заводи, будувалося житло для робітників, реконструювалися і будувалися нові дороги, магазини, заклади культури та дозвілля.
Місто обслуговує аеропорт Хуан Гільєрмо Вільясана (Aeropuerto internacional de Pachuca «Juan Guillermo Villazana»).

## Галерея

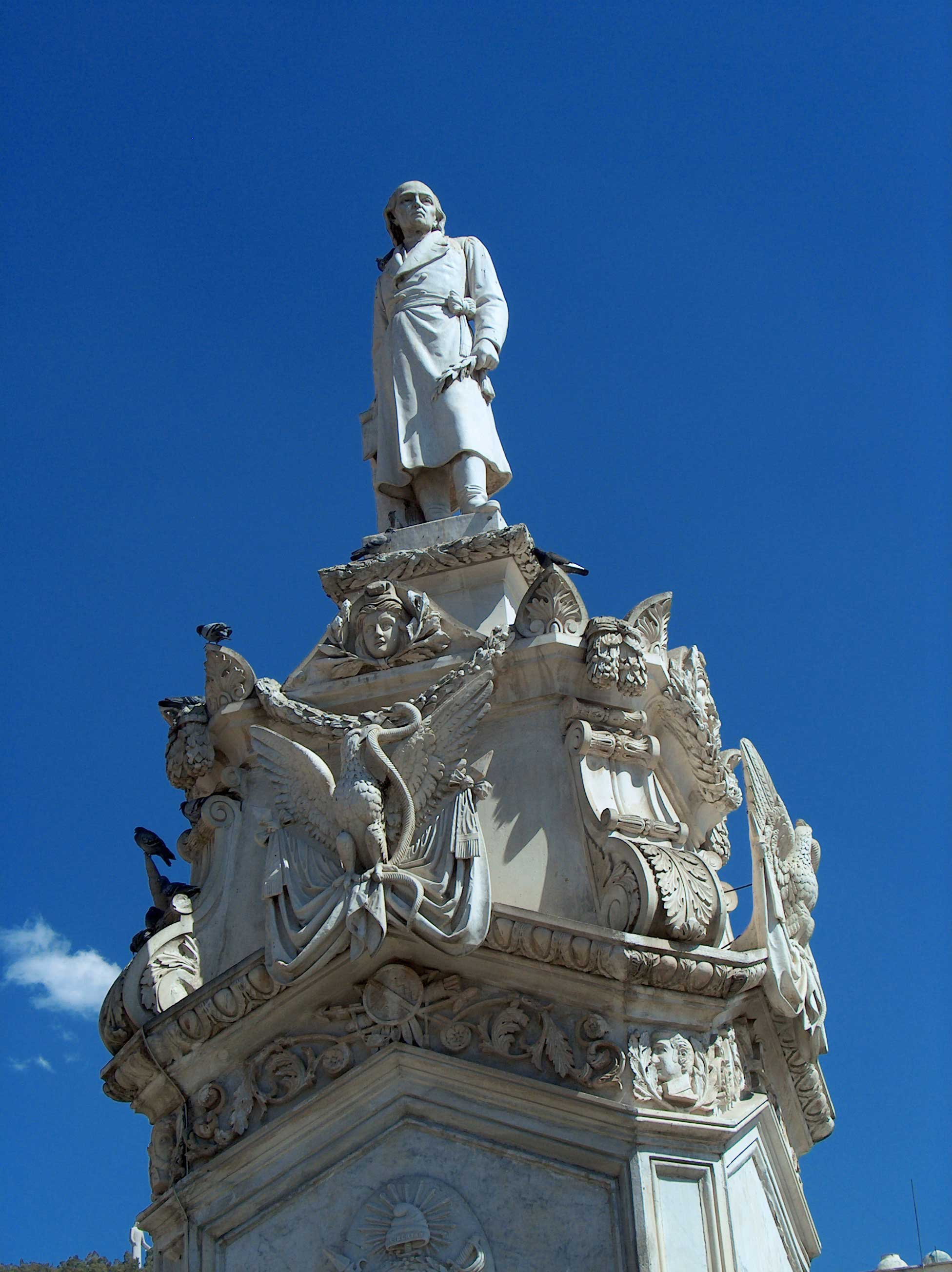
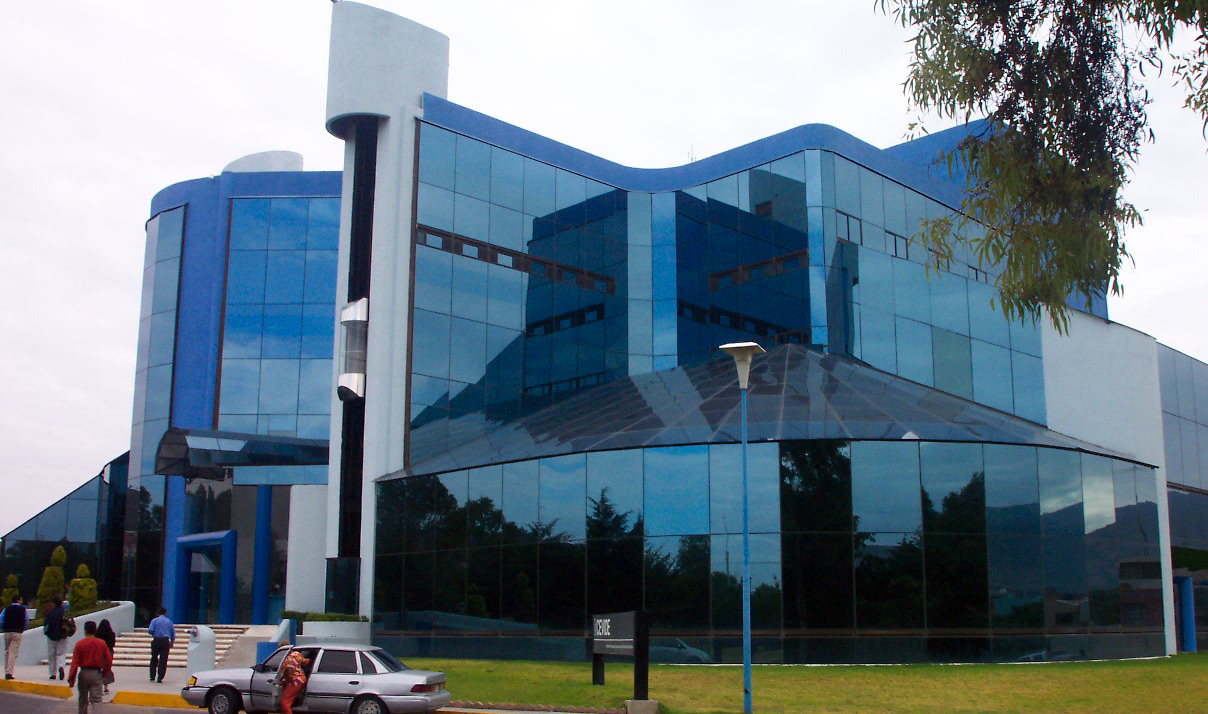
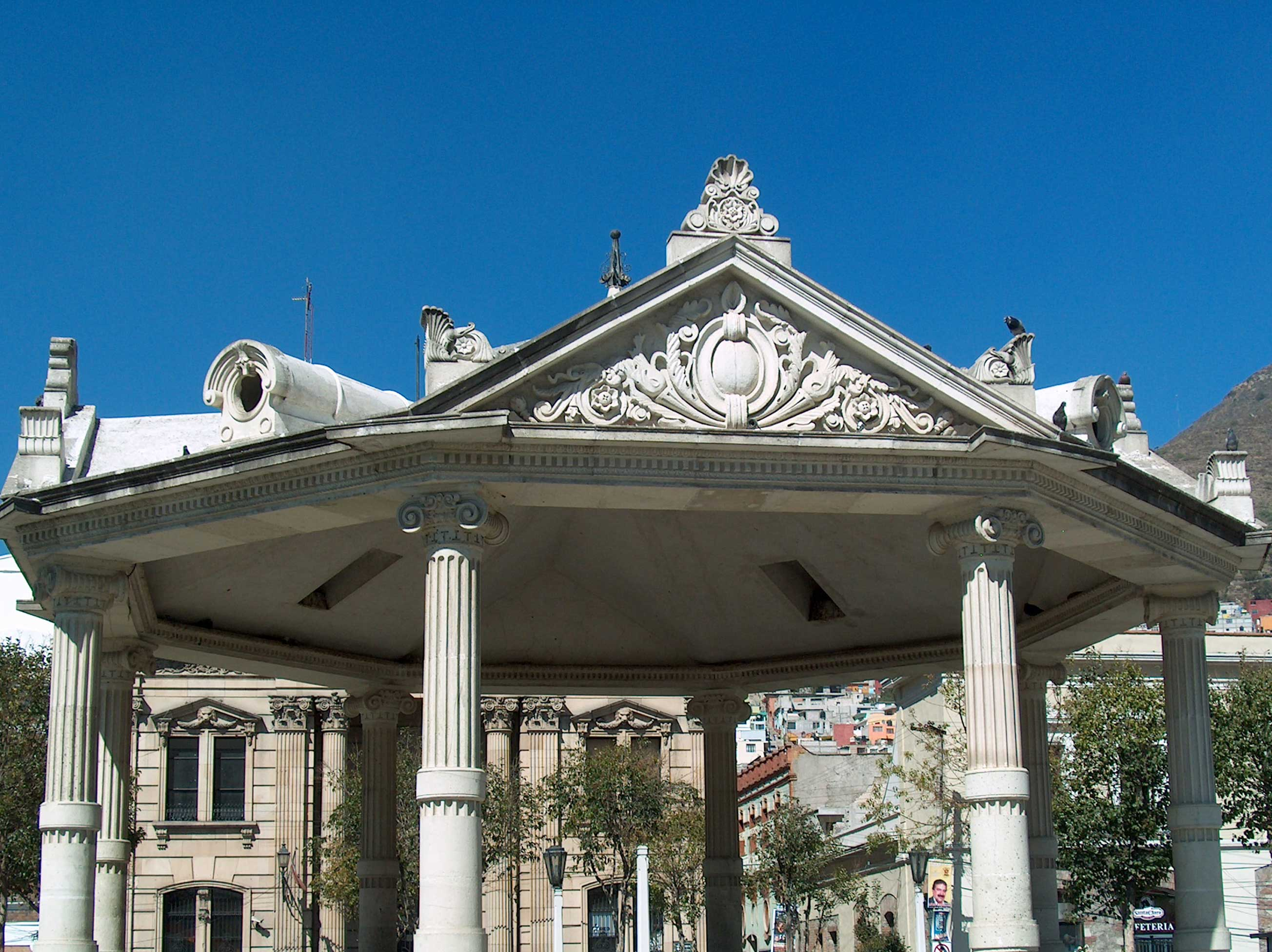
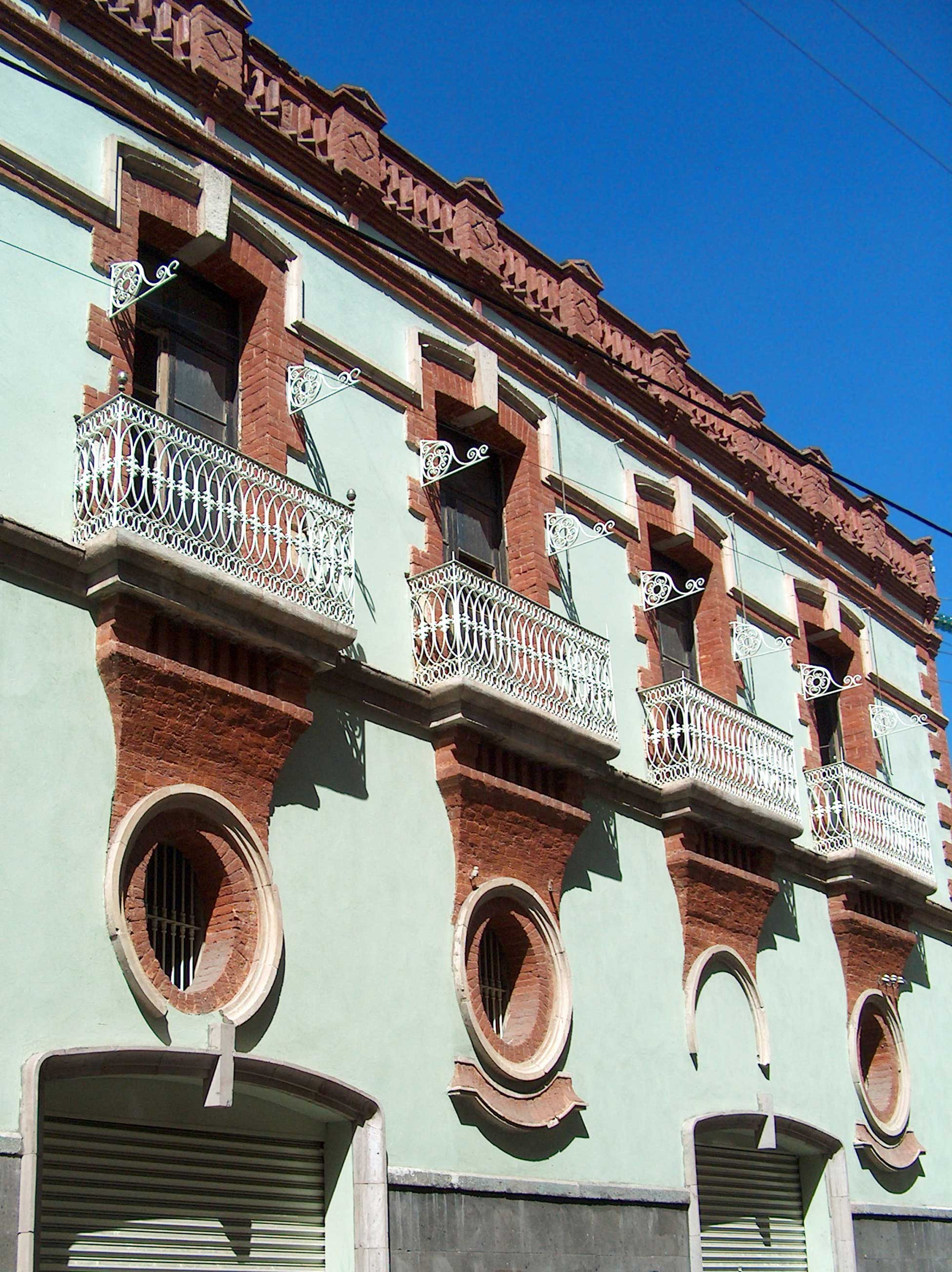
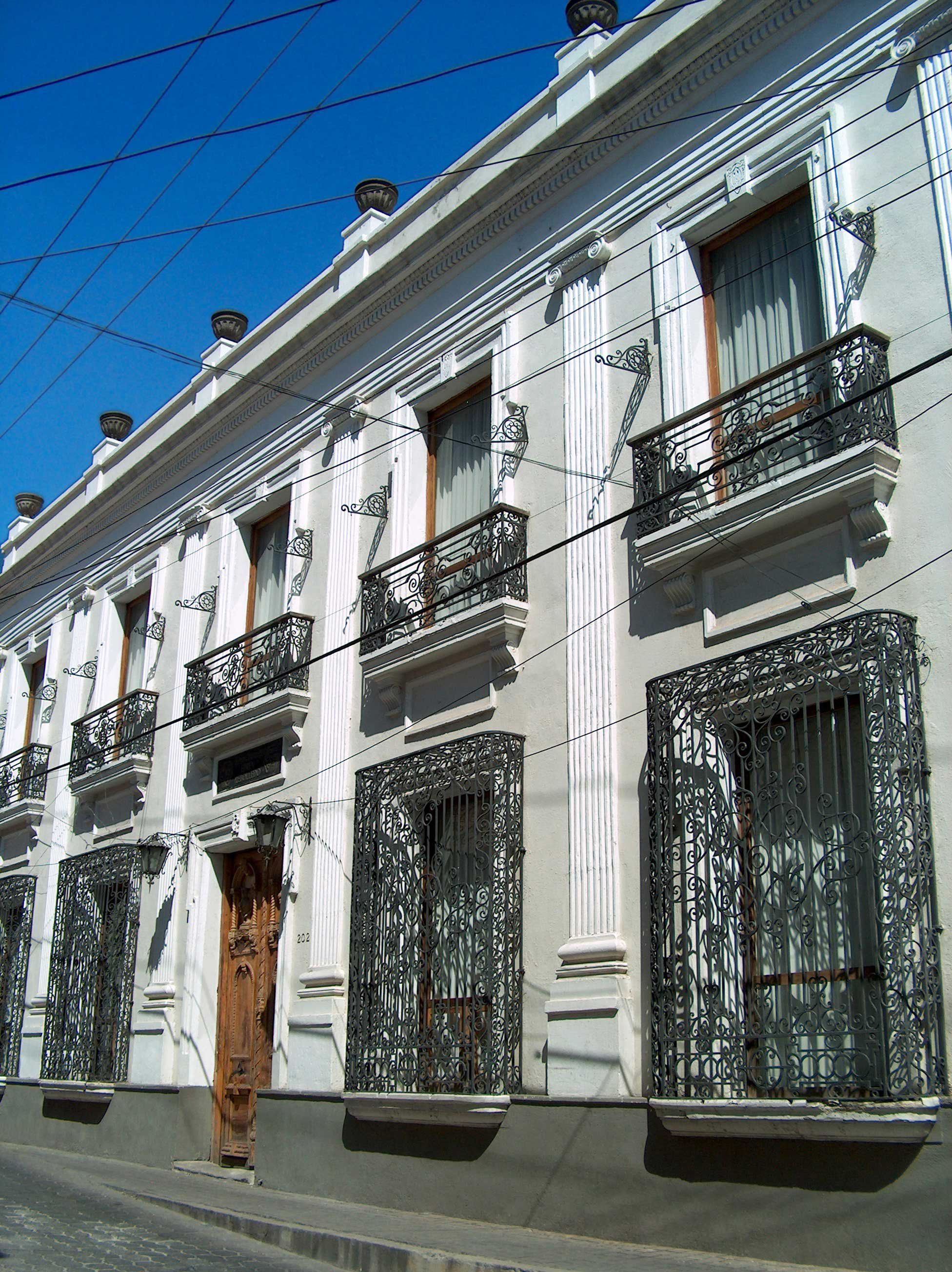
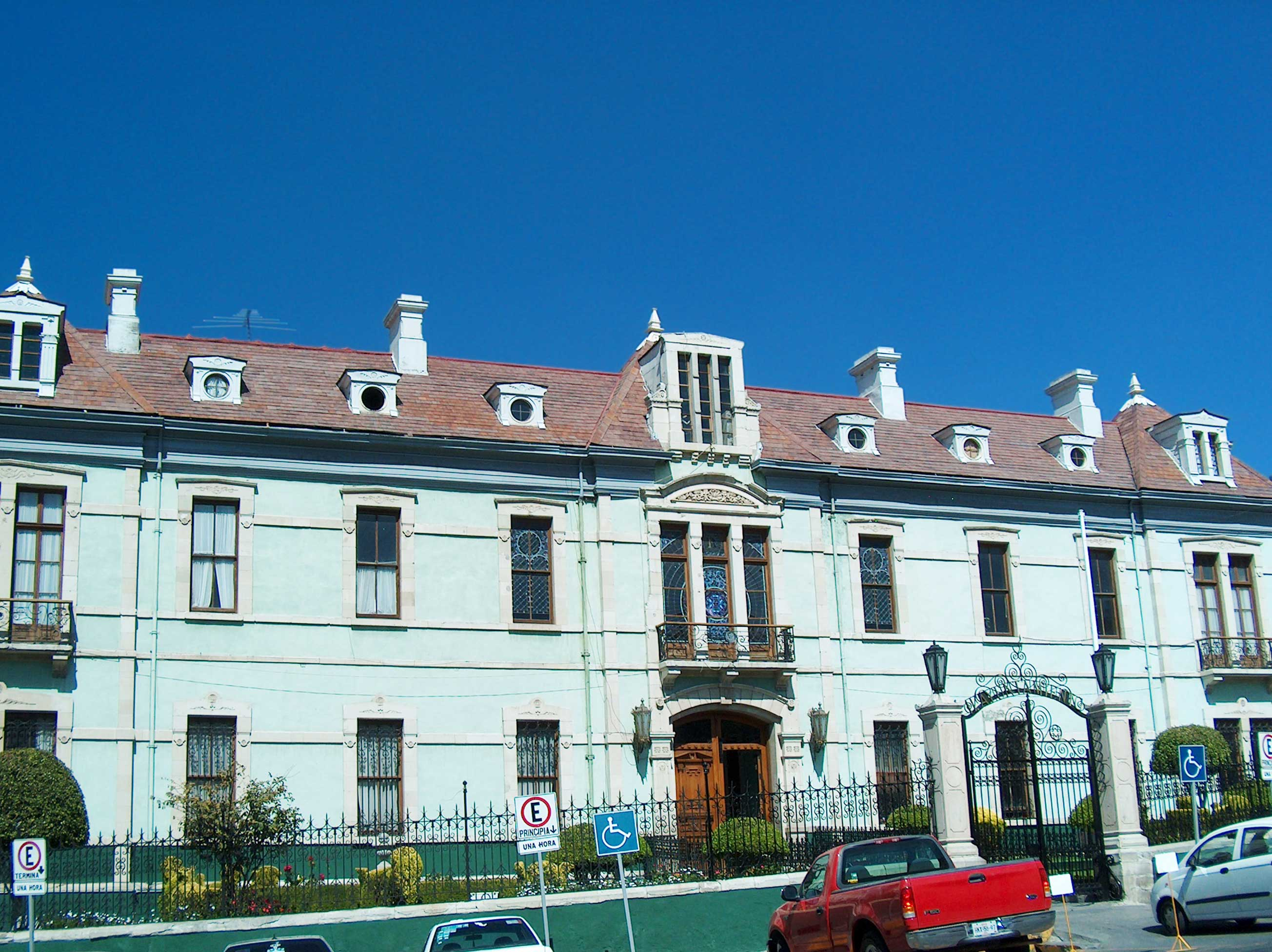
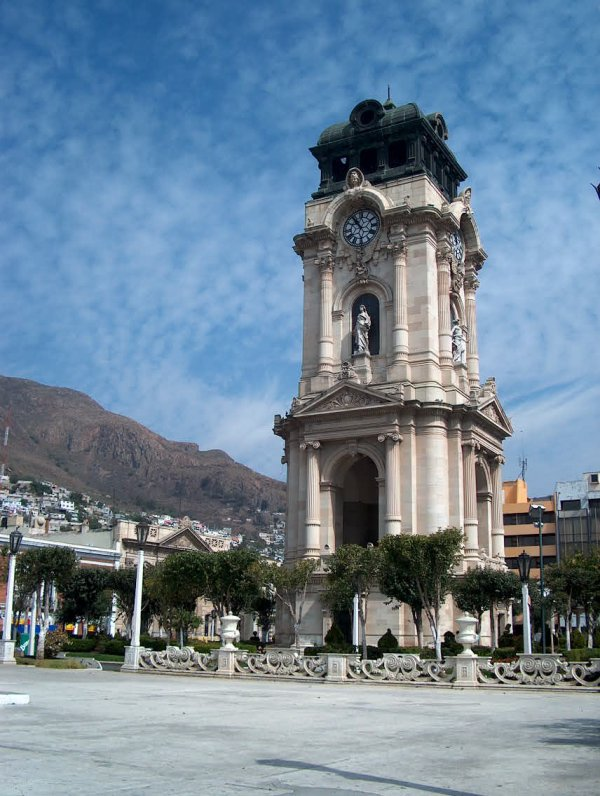
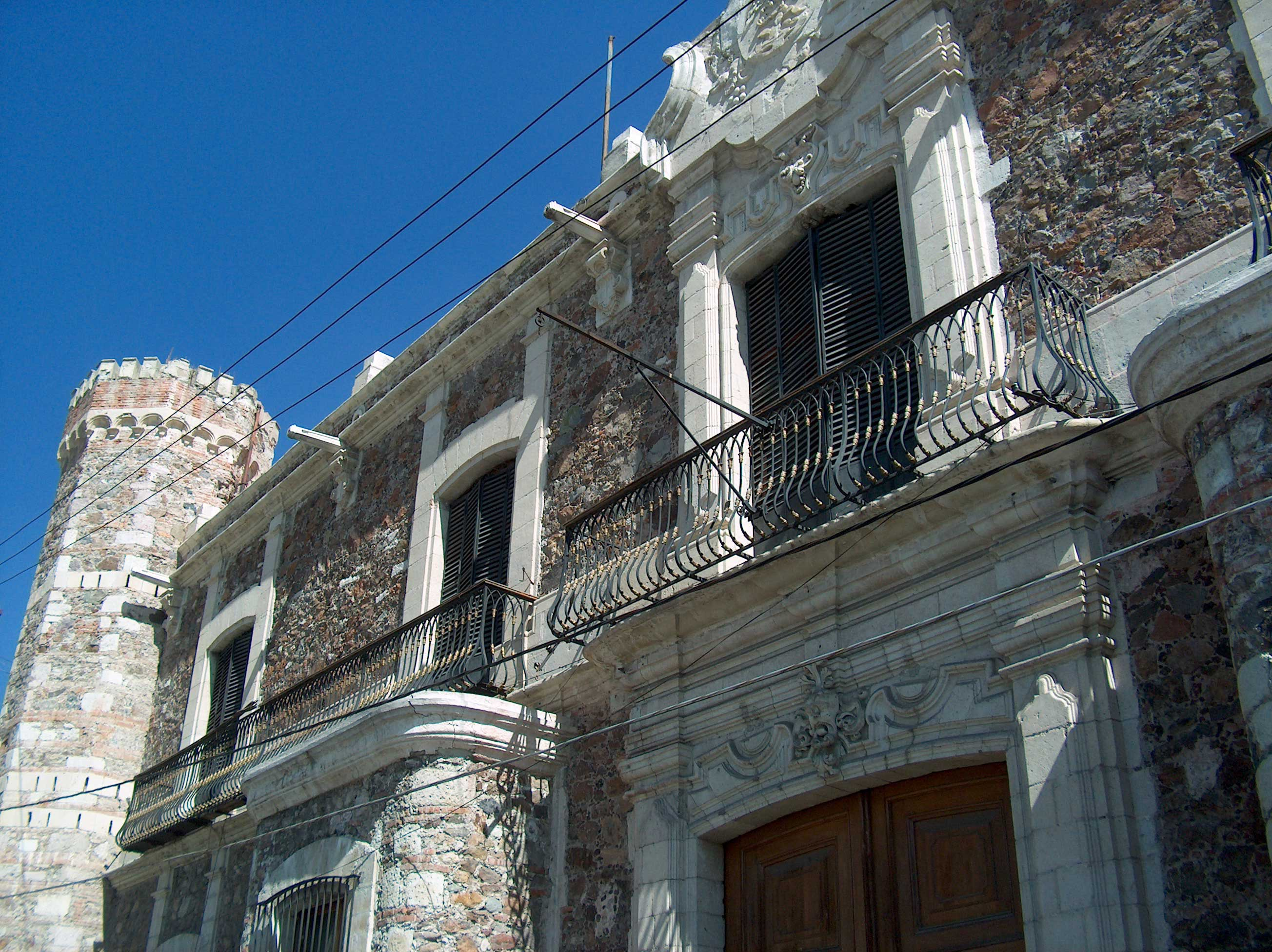
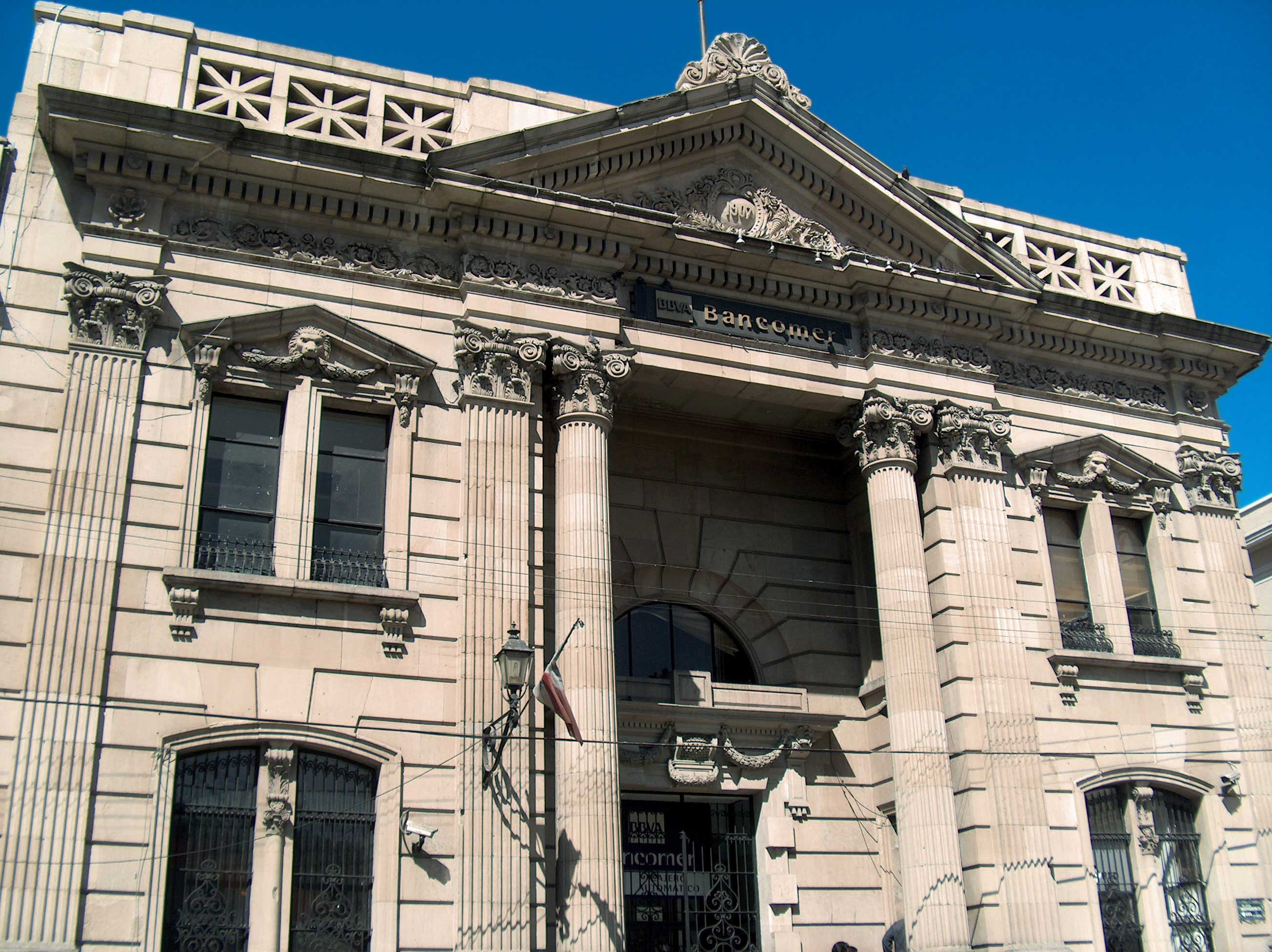